# Monêtier-Allemont
Monêtier-Allemont – miejscowość i gmina we Francji, w regionie Prowansja-Alpy-Lazurowe Wybrzeże, w departamencie Alpy Wysokie.

## Demografia
Według danych na rok 1990 gminę zamieszkiwało 228 osób, a gęstość zaludnienia wynosiła 32 osoby/km². W styczniu 2015 r. Monêtier-Allemont zamieszkiwało 318 osób, przy gęstości zaludnienia wynoszącej 44,5 osób/km².